# Дункан (Аризона)
Дункан (англ. Duncan) — місто (англ. town) в США, в окрузі Грінлі штату Аризона. Населення — 694 особи (2020).

## Географія
Дункан розташований за координатами 32°45′0″ пн. ш. 109°5′18″ зх. д. / 32.75000° пн. ш. 109.08833° зх. д. (32.749981, -109.088400). За даними Бюро перепису населення США в 2010 році місто мало площу 5,58 км², з яких 5,58 км² — суходіл та 0,00 км² — водойми.
Дункан лежить за п'ять миль від кордону зі штатом Нью-Мексико. Розташований у південно-східному куті округу Грінлі.

## Історія
Спочатку названий Парді на честь одного із засновників, Дункан був заснований як проміжна станція на шляху, який пов'язував гірський центр Кліфтон з Сілвер-Сіті, Нью-Мексико.
У той час місто було розташоване на північному березі річки Гіла. Приблизно в 1881 році, коли була сформована Аризонська мідна компанія, було профінансоване будівництво вузькоколійної залізниці від Кліфтона до Лордсберга, Нью-Мексико.
Для розміщення нової залізниці, місто було перенесене на південний берег річки і перейменоване на Дункан на честь Дункана Сміта — директора Аризонської мідної компанії.

### Клімат
| Клімат : Дункан                                          | Клімат : Дункан | Клімат : Дункан | Клімат : Дункан | Клімат : Дункан | Клімат : Дункан | Клімат : Дункан | Клімат : Дункан | Клімат : Дункан | Клімат : Дункан | Клімат : Дункан | Клімат : Дункан | Клімат : Дункан | Клімат : Дункан |
| Показник                                                 | Січ.            | Лют.            | Бер.            | Квіт.           | Трав.           | Черв.           | Лип.            | Серп.           | Вер.            | Жовт.           | Лист.           | Груд.           | Рік             |
| Абсолютний максимум, °C                                  | 26,7            | 29,4            | 35,0            | 37,8            | 42,2            | 43,9            | 43,3            | 41,7            | 39,4            | 37,2            | 30,6            | 25,6            | 43,9            |
| Середній максимум, °C                                    | 15,6            | 18,3            | 21,7            | 26,3            | 30,9            | 36,1            | 36,2            | 34,7            | 32,3            | 26,8            | 20,1            | 15,3            | 26,2            |
| Середній мінімум, °C                                     | −4,6            | −3,1            | −0,6            | 2,0             | 7,0             | 12,0            | 17,4            | 16,8            | 12,3            | 5,0             | −1,9            | −5,1            | 4,8             |
| Абсолютний мінімум, °C                                   | −18,9           | −18,3           | −12,8           | −10,6           | −5,6            | 0,0             | 5,6             | 3,9             | 1,1             | −8,3            | −14,4           | −18,9           | −18,9           |
| Днів з дощем                                             | 5,0             | 4,5             | 4,1             | 1,5             | 1,9             | 2,2             | 8,5             | 8,5             | 4,6             | 4,4             | 2,9             | 4,7             | 52,8            |
| -------------------------------------------------------- | --------------- | --------------- | --------------- | --------------- | --------------- | --------------- | --------------- | --------------- | --------------- | --------------- | --------------- | --------------- | --------------- |
| Джерело: National Oceanic and Atmospheric Administration |                 |                 |                 |                 |                 |                 |                 |                 |                 |                 |                 |                 |                 |

## Демографія
Згідно з переписом 2010 року, у місті мешкало 696 осіб у 289 домогосподарствах у складі 184 родин. Густота населення становила 125 осіб/км². Було 398 помешкань (71/км²).
Расовий склад населення:
| - 80,9 % — білих - 1,7 % — корінних американців - 1,1 % — чорних або афроамериканців - 0,1 % — вихідців з тихоокеанських островів - 12,5 % — осіб інших рас |

До двох чи більше рас належало 3,6 %. Частка іспаномовних становила 33,8 % від усіх жителів.
За віковим діапазоном населення розподілялося таким чином: 26,1 % — особи молодші 18 років, 58,2 % — особи у віці 18—64 років, 15,7 % — особи у віці 65 років та старші. Медіана віку мешканця становила 42,5 року. На 100 осіб жіночої статі у місті припадало 106,5 чоловіків; на 100 жінок у віці від 18 років та старших — 97,7 чоловіків також старших 18 років.
Середній дохід на одне домашнє господарство становив 45 127 доларів США (медіана — 29 400), а середній дохід на одну сім'ю — 46 374 долари (медіана — 32 083). За межею бідності перебувало 28,4 % осіб, у тому числі 56,3 % дітей у віці до 18 років та 15,9 % осіб у віці 65 років та старших.
Цивільне працевлаштоване населення становило 201 осіб. Основні галузі зайнятості: сільське господарство, лісництво, риболовля — 35,3 %, роздрібна торгівля — 14,4 %, освіта, охорона здоров'я та соціальна допомога — 11,4 %, будівництво — 9,0 %.